# Grosses Moos

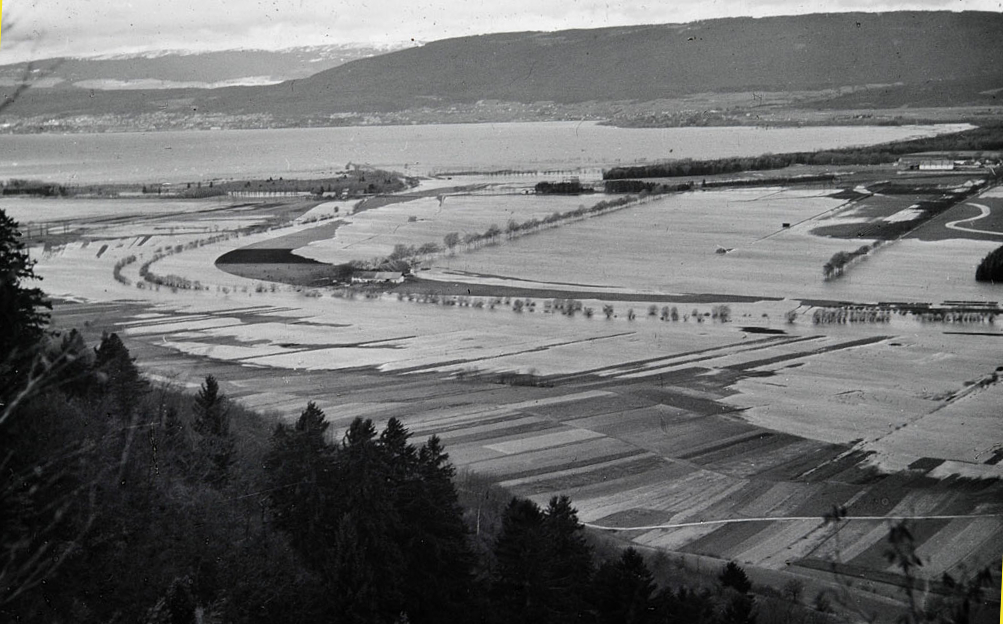
La regione allagata nel 1950

Il Grosses Moos è una regione della Svizzera, tra i laghi posti a piedi sud orientali della massiccio del Giura, è un altopiano di molassa tra i cantoni di Berna e Friburgo nel Seeland, con circa 60 km quadrati di superficie è la più grande palude da interramento della Svizzera. Si formò in seguito al ritiro del ghiacciaio del Rodano e al successivo grande deposito di materiale alluvionale lasciato dal fiume Aar. A causa delle variazioni climatiche ha subito fasi alterne di rimboschimento e impaludamento che nel corso dei millenni hanno prodotto strati di torba alti fino a 4 m.